# José Pierri Sapere
José Pierri Sapere (Pan de Azúcar, 27 de febrero de 1886,  - Montevideo, 6 de octubre de 1957) fue un compositor y músico uruguayo.

## Biografía
Desde pequeño sintió inclinación por la música. A los cinco años participaba en la Banda de Pan de Azúcar tocando el bombo y marcando el compás. Con los años llegó a ser Maestro de esa banda.
Aunque recibió muy poca instrucción formal, fue un autodidacta, estudiando en partituras y métodos que encargaba a Italia.
Tocó violín, mandolín, flauta, piano y guitarra. Es considerado uno de los pioneros en la creación de piezas de músicas tradicionales para este último instrumento, habiendo compuesto milongas, polcas, vidalitas y cifras, entre otras.
Su hija Olga Pierri interpretó junto a su conjunto de guitarras muchas de sus obras las cuales quedaron registradas en varios fonogramas.
Por su parte, su nieto Álvaro Pierri es un destacado guitarrista clásico.

## Obras destacadas
- Canción a mi pueblo[2]